# Martin Gavler
Knut Martin Gavler, född 24 april 1915 i Gävle, död 1986, var en svensk reklamkonstnär, illustratör och grafisk formgivare.
Han var son till skräddaren Edvin Petterson och Hulda Dahlman och från 1941 gift med Kerstin Hääger. Gavler studerade till teckningslärare vid Tekniska skolan i Stockholm 1934-1939 och konst under studieresor till London och Paris. Han medverkade i ett flertal konstreklamutställningar i Stockholm, Köpenhamn, Wien, Stuttgart, London och New York. Vid sidan av sitt arbete som reklamtecknare illustrerade han böcker och komponerade bokband. På Landskrona museum visades 2014 en separatutställning av Martin Gavlers produktion under cirka 50 år. Gavler är representerad vid bland annat Nationalmuseum i Stockholm.